# Province de Saraburi
Saraburi (en thaï : สระบุรี) est une province (changwat) de Thaïlande.

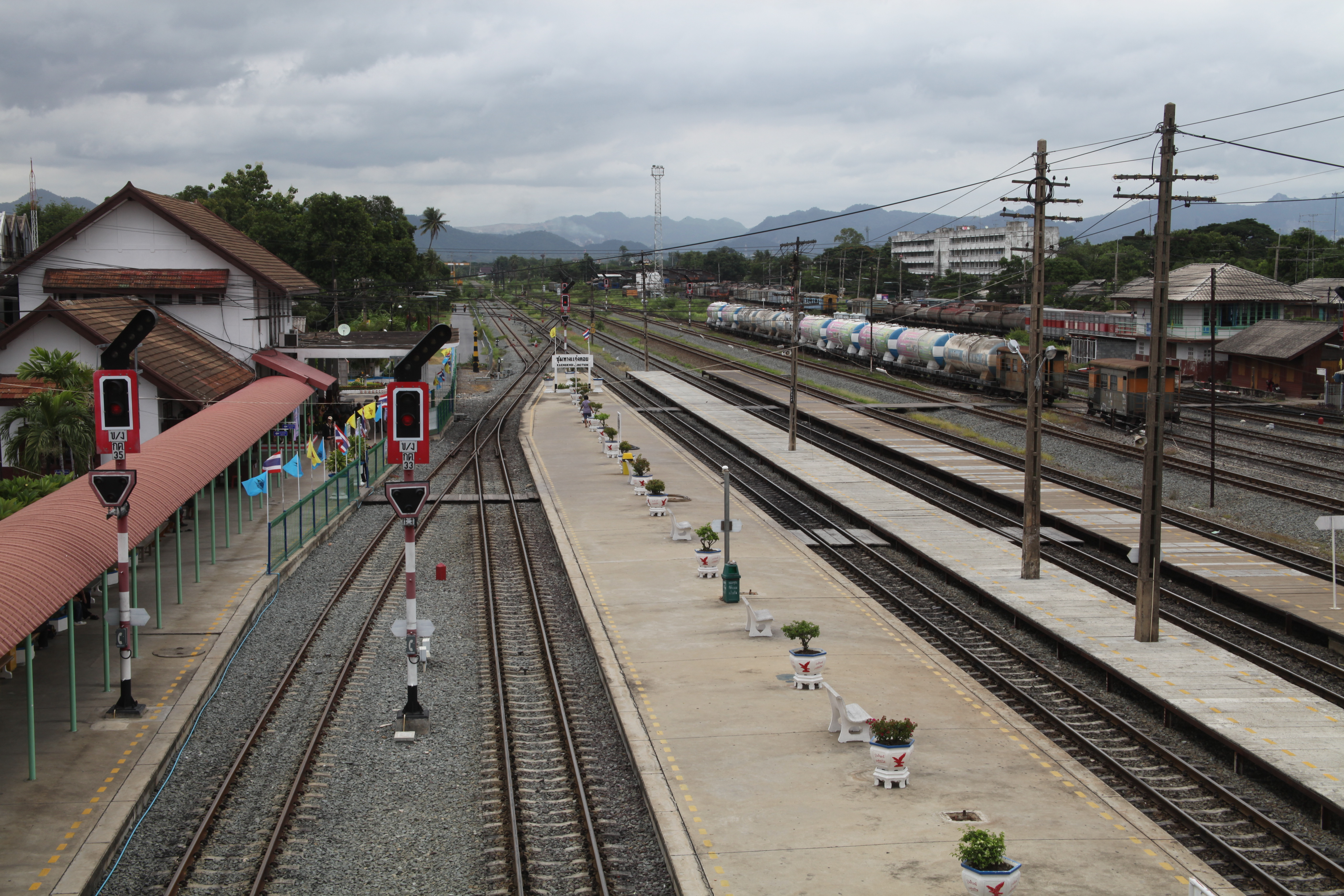
À l'intérieur de la gare de Kenkoi

Elle est située dans le centre du pays. Sa capitale est la ville de Saraburi.

## Subdivisions

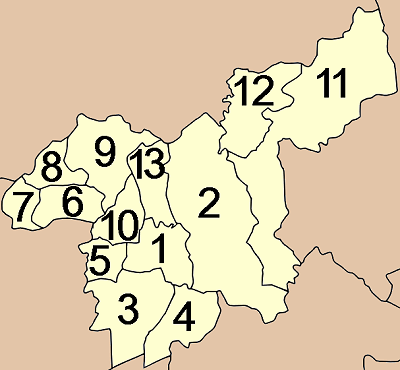
Carte des amphoe de la province de Saraburi.

Saraburi est subdivisée en 13 districts (amphoe) : Ces districts sont eux-mêmes subdivisés en 111 sous-districts (tambon) et 965 villages (muban).